# Montero
För andra betydelser, se Montero (olika betydelser).
Montero är en stad i departementet Santa Cruz i Bolivia. Staden hade 107 298 invånare år 2012.